# ساغوير كاريراس
ساغويير كاريراس (بالإسبانية: Saguier Carreras)‏ لاعب كرة قدم باراغواياني راحل كان يجيد اللعب في خط الهجوم .
شارك مع منتخب الباراغواي في بطولة كأس العالم 1930 في الأوروغواي .

## روابط خارجية
- ساغوير كاريراس على موقع الاتحاد الدولي (مؤرشف)  (الإنجليزية)
- ساغوير كاريراس على موقع Soccerway.com (الإنجليزية)
- ساغوير كاريراس على موقع عالم كرة القدم.نت (الإنجليزية)